# Cleveland (Dakota del Norte)
Cleveland es una ciudad ubicada en el condado de Stutsman en el estado estadounidense de Dakota del Norte. En el censo de 2010 tenía una población de 83 habitantes y una densidad poblacional de 181,05 personas por km².

## Geografía
Cleveland se encuentra ubicada en las coordenadas 46°53′26″N 99°7′12″O / 46.89056, -99.12000. Según la Oficina del Censo de los Estados Unidos, Cleveland tiene una superficie total de 0.46 km², de la cual 0.46 km² corresponden a tierra firme y (0%) 0 km² es agua.

## Demografía
Según el censo de 2010, había 83 personas residiendo en Cleveland. La densidad de población era de 181,05 hab./km². De los 83 habitantes, Cleveland estaba compuesto por el 100% blancos, el 0% eran afroamericanos, el 0% eran amerindios, el 0% eran asiáticos, el 0% eran isleños del Pacífico, el 0% eran de otras razas y el 0% pertenecían a dos o más razas. Del total de la población el 0% eran hispanos o latinos de cualquier raza.